# Later Life Workplace Index

Modell des Later Life Workplace Index nach Deller et al.

Der Later Life Workplace Index (LLWI) dient der Beurteilung organisationaler, altersinklusiver Praktiken und Arbeitsbedingungen für den erfolgreichen Umgang mit altersdiversen Belegschaften. Die erfolgreiche Beschäftigung alternder Belegschaften gewinnt insbesondere vor dem Hintergrund des demographischen Wandels und des anhaltenden Fachkräftemangels zunehmend an Bedeutung. Der Index enthält Praktiken und betriebliche Rahmenbedingungen, die sich im Umgang mit alternden Belegschaften als nützlich erwiesen haben. Sie sollen die Gesundheit, Leistung und Motivation älterer Beschäftigter fördern. Mithilfe eines Fragebogens mit 80 zu bewertenden Aussagen ermöglicht der LLWI Organisationen eine Evaluation der eigenen Praktiken im Umgang mit älteren Beschäftigten auf neun thematischen Dimensionen. Der LLWI wurde am Lehrstuhl von Jürgen Deller an der Leuphana Universität Lüneburg entwickelt. Er entstand in einer Kooperation mit der Bundesanstalt für Arbeitsschutz und Arbeitsmedizin, dem Demographie Netzwerk e.V. und dem Goinger Kreis e.V.

## Ziel
Ziel des LLWI ist es, betriebliche Faktoren für einen erfolgreichen Umgang mit älteren Beschäftigten zu identifizieren und messbar zu machen. Auf Basis der Forschung zum LLWI kann das Verständnis für den relativen Einfluss einzelner organisationaler Praktiken auf die erfolgreiche Beschäftigung älterer Erwerbstätiger verbessert werden. Organisationen ermöglicht der Fragebogen eine einfache Einschätzung der betrieblichen Rahmenbedingungen für ältere Beschäftigte und die Ableitung von Handlungsoptionen. Damit soll der LLWI zu einer besseren Bewältigung des demographischen Wandels auf betrieblicher Ebene beitragen.

## Dimensionen des LLWI
Die Dimensionen des Indexes finden sich folgendermaßen auf der Homepage des LLWIs wieder:
| Dimension                               | Beschreibung |
| --------------------------------------- | --- |
| Organisationsklima                      | Die Dimension Organisationsklima umfasst die vorherrschenden kollektiven Denk- und Handlungsmuster sowie Werte und Normen innerhalb der Organisation. Eine altersgerechte Organisationskultur ist zentrales Element eines guten organisationalen Umgangs mit Beschäftigten kurz vor bzw. im Ruhestandsalter. |
| Führung                                 | Die Dimension Führung umfasst die Aufgabe der Führungskräfte der Organisation, die Potenziale von Beschäftigten, insbesondere derjenigen kurz vor bzw. im Ruhestandsalter, zu heben und gleichzeitig zu einer hohen Arbeitsmotivation beizutragen.                                                           |
| Arbeitsgestaltung                       | Die Dimension Arbeitsgestaltung umfasst die Anpassung der Arbeit an die individuellen Bedürfnisse und Leistungsvoraussetzungen der Beschäftigten mit dem Ziel, Arbeitszufriedenheit und Leistung positiv zu beeinflussen sowie Belastungen abzubauen.                                                        |
| Gesundheitsmanagement                   | Die Dimension Gesundheitsmanagement umfasst alle Aktivitäten und Maßnahmen der Organisation, die spezifisch auf die Erhaltung und Förderung von Gesundheit und Arbeitsfähigkeit der Beschäftigten ausgerichtet sind. Das Gesundheitsmanagement ist ein ganzheitlicher Ansatz.                                |
| Persönliche Entwicklung                 | Die Dimension Persönliche Entwicklung umfasst die Unterstützung der Beschäftigten in ihrer beruflichen und persönlichen Entwicklung über den gesamten Erwerbsverlauf hinweg. Besonders zu betonen ist hierbei die Wichtigkeit des lebenslangen Lernens.                                                      |
| Wissensmanagement                       | Die Dimension Wissensmanagement umfasst die Gestaltung von Rahmenbedingungen und Maßnahmen, die dem Transfer, dem Austausch und der Bewahrung von Wissen aus verschiedenen Generationen der Beschäftigten dienen.                                                                                            |
| Übergang in den Ruhestand               | Die Dimension Übergang in die Ruhestandsphase beinhaltet die notwendigen Planungen, Vereinbarungen und Vorbereitungen für alle Beschäftigten, die kurz vor dem Ruhestand stehen oder in diesen eintreten. |
| Weiterbeschäftigung nach Renteneintritt | Die Dimension Weiterbeschäftigung nach Renteneintritt thematisiert die organisationale Gestaltung sowie das Angebot von Beschäftigungsmöglichkeiten für externe und interne Beschäftigte, für die der Renteneintritt bereits stattgefunden hat bzw. die ihrer regulären Beschäftigung nicht mehr nachgehen.  |
| Versicherungen und Vorsorge             | Die Dimension Versicherungen und Vorsorge thematisiert, dass Organisationen ihre Beschäftigten durch betriebliche Rentensysteme und einen Versicherungsschutz unterstützen, sofern dies nicht durch öffentliche Systeme gegeben ist.                                                                         |

## Entwicklung
Der LLWI basiert auf langjähriger qualitativer sowie quantitativer Forschung. In einer ersten qualitativen Entwicklungsphase wurde das Instrument, zunächst unter dem Namen Silver Work Index (SWI), auf Basis von Experteninterviews in Deutschland und Firmenanalysen in den USA erarbeitet. Anschließend wurde der Index in einem Fragebogen messbar gemacht und in mehreren quantitativen Studien in Deutschland auf Reliabilität und Validität geprüft. Gemeinsam mit internationalen Partnern wird der LLWI aktuell in weitere Sprachen übersetzt. Eine englischsprachige Version des LLWI wurde 2023 publiziert. Im Zuge der Messbarmachung und Internationalisierung erhielt der LLWI seinen heutigen Namen.
Der LLWI kann als Weiterführung des Active Ageing Index (AAI) betrachtet werden. Der AAI wurde von der Europäischen Kommission, der UN-Wirtschaftskommission für Europa sowie dem Europäischen Zentrum für Wohlfahrtspolitik und Sozialforschung entwickelt, um die Stärken und Schwächen im Umgang mit einer alternden Bevölkerung auf nationaler Makroebene zu messen und Potenziale älterer Menschen sichtbar zu machen. Der LLWI ergänzt diese gesellschaftliche Betrachtung um die Evaluation der betrieblichen Ebene und erweitert somit die Makroebene um die organisationale Mesoebene.
In 2025 ist die Kurzversion des Fragebogens (LLWI-SF) in zehn Sprachen veröffentlicht wurden. Finsel et al. haben die ursprünglichen 80 Fragen auf 29 Fragen reduziert und den LLWI-SF in einer empirischen Studie validiert. Die Sprachversionen sind in Belgien (Flämisch), Deutschland, Italien, Japan, Südkorea, den Niederlanden, Norwegen, Polen, Portugal und den USA anwendbar. 